# Илья-Вож
Илья-Вож — река в России, протекает в Красновишерском районе Пермского края. Устье реки находится в 11 км по левому берегу реки Северный Колчим. Длина реки составляет 11 км.
Исток реки находится на Полюдовом кряже (отрог Северного Урала) в урочище Колчимская Поляна юго-восточнее горы Помяненный (Колчимский) Камень (781 м НУМ) в 9 км к югу от посёлка Волынка. Генеральное направление течения — юго-запад. Всё течение проходит по ненаселённой местности, среди холмов, покрытых таёжным лесом. На реке несколько запруд.

## Данные водного реестра
По данным государственного водного реестра России относится к Камскому бассейновому округу, водохозяйственный участок реки — Кама от водомерного поста у села Бондюг до города Березники, речной подбассейн реки — бассейны притоков Камы до впадения Белой. Речной бассейн реки — Кама.
Код объекта в государственном водном реестре — 10010100212111100005171.